# Turrybiusz
Święty Turrybiusz (V wiek) – biskup Astorgii. Urodził się w Galicji, był przeciwnikiem pryscylianizmu i miał poparcie papieża Leona I. Jest autorem dwóch listów: jednego adresowanego do Idacjusza i Ceponiusza - biskupów Galicji, a drugiego - do Leona Wielkiego.